# Prosigoj av Serbien
Prosigoj av Serbien, död 830, var en serbisk monark. Han var furste av Serbien från okänt år till 830.